# Schuhstraße 17 (Braunschweig)

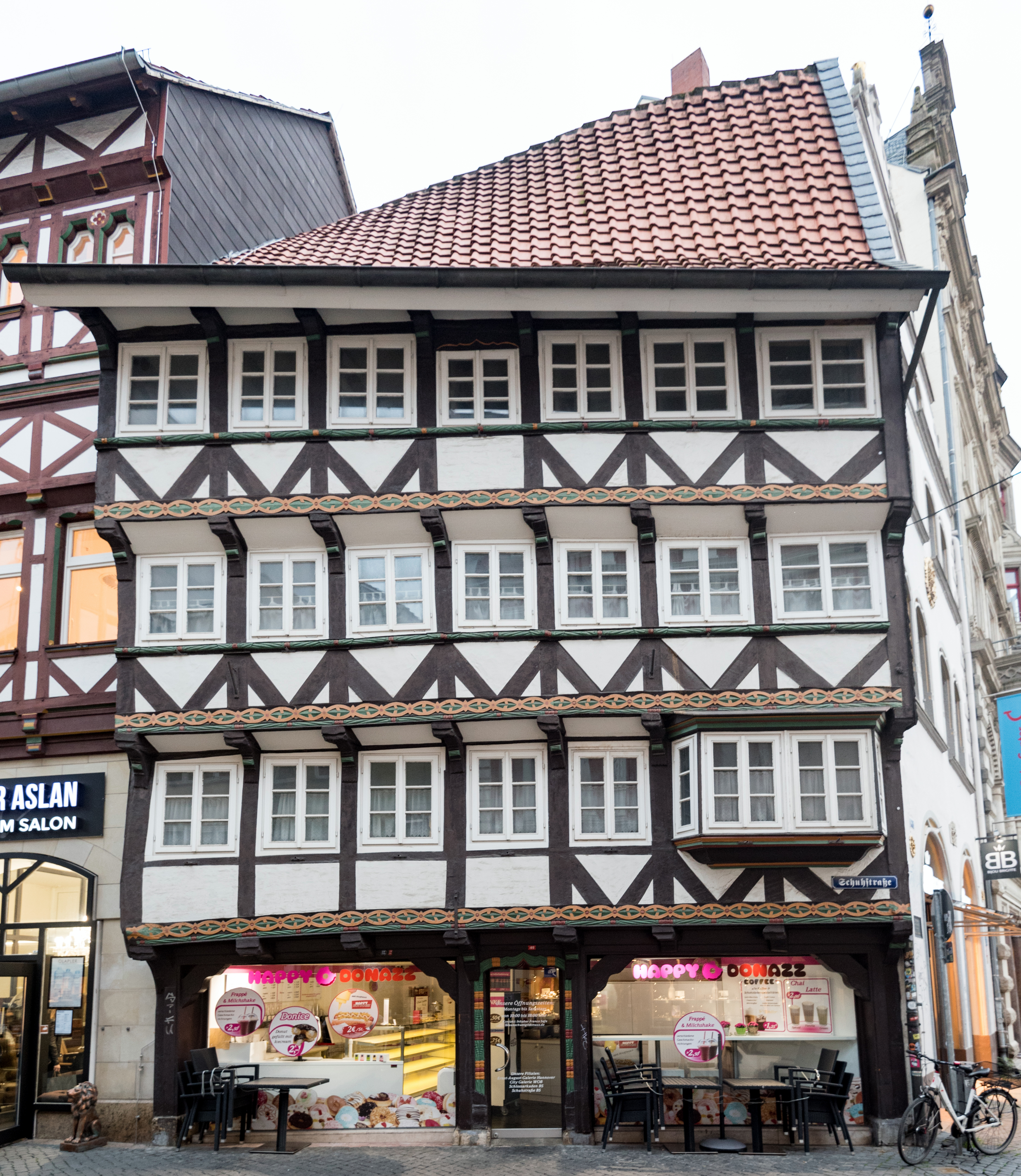
Schuhstraße 17, ganz rechts noch erkennbar die weiß verputzte Fassade des Hauses zur Rose, Kohlmarkt 1.

Das Fachwerkhaus Schuhstraße 17 in Braunschweig ist ein unter Denkmalschutz stehendes Gebäude vom Ende des 16. Jahrhunderts. Die Besonderheit des Bauwerks ist u. a. sein sehr kleiner, dreieckiger Grundriss.

## Geschichte
Das Haus mit der Assekuranznummer 189 gehört zum historischen Weichbild Sack und liegt im Zentrum der Stadt, direkt am Übergang von der Schuhstraße zum Kohlmarkt an der südöstlichsten Ecke der Schuhstraße. Im Mittelalter war es noch Teil der benachbarten, zum Kohlmarkt hin ausgerichteten Parzelle, auf der im 15. Jahrhundert das Haus zur Rose errichtet wurde. Dieses hatte wahrscheinlich seine Hofzufahrt und den Hauseingang auf der westlichen Seite (der heutigen Schuhstraße 17). Erst gegen Ende des 16. Jahrhunderts wurde dieser kleine, schräg verlaufende Grundstücksteil vom größeren abgetrennt und mit einem kleinen, dreistöckigen traufständigen Haus bebaut. Die im Erdgeschoss befindlichen Buden, in denen Waren angeboten wurden, wurden bereits 1308 zum ersten Mal urkundlich erwähnt. Das Fachwerkhaus ist auf der Westseite sieben Spann breit, hat jedoch nur einen sehr kleinen, wenige Quadratmeter messenden dreieckigen Grundriss, der spitz zum Kohlmarkt zuläuft.
Das Haus hat drei jeweils über die untere Ebene auskragende Geschosse, deren Fachwerkschwellen eine Spätform des Laubstabes zeigen. Unter den Fenstern sind teilweise farbige Taubänder als Verzierung angebracht. Im 1. Stock rechts befindet sich ein kleiner, zweifenstriger Erker, der wohl erst im 18. Jahrhundert hinzugefügt wurde, um von dort auf den Marktplatz blicken zu können.
Im Erdgeschoss ist ein kleines Ladengeschäft mit zwei großen Schaufenstern, die durch die gläserne Eingangstür getrennt werden.
Auf der linken Seite schließt das Haus bündig an das Nebengebäude Schuhstraße 16 an, auf der rechten Seite laufen die Wände jedoch in einem spitzen Winkel an der Grundstücksgrenze zum Kohlmarkt und dem dortigen Haus zur Rose, Kohlmarkt 1 zusammen.